# 火星時計

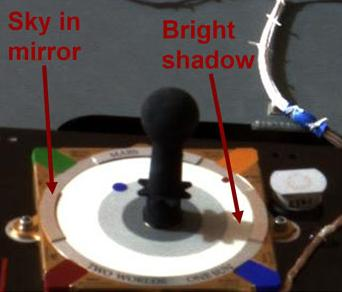
火星時計の画像

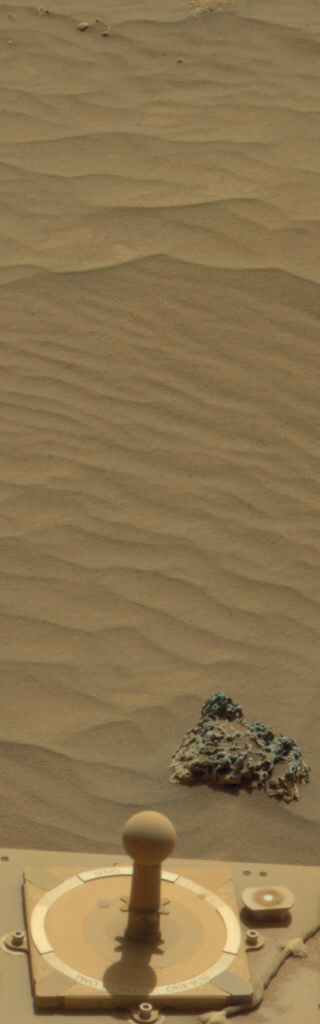
火星のスピリットローバーの火星時計

火星時計（かせいどけい）またはマーズダイヤル（英語: MarsDial）は、火星ミッションのために考案された日時計。火星着陸船のパンカムを校正するために使用する。火星時計には、22の言語で「2つの世界、1つの太陽」という言葉と「火星」という言葉が刻まれ、スピリットとオポチュニティ火星探査車に設置されている。火星時計は、グノモンと呼ばれる一種の日時計として機能し、現代では、これは日時計のスティック部分。グノモンタイプの日時計は基本的に「地面に突き刺さる」デザインであるが、影の長さと方向を見ることで時刻を計算することができる。日時計は、どちらの方向が北であるかを判断し、真北とは異なる磁北の制限を克服するためにも使用可能。
日時計デザインチームは、ビル・ナイ "The Science Guy,"、宇宙芸術家のジョン・ロンバーグ、天文学者のウッドラフ・サリバン、スティーブ・スクワイズ、ジェームズ・ベルとタイラー・ノルドグレンが含まれていた。CADの設計と図面はジェイソン・サックマンによって行われ、火星時計は、一部の科学援助活動、一部のキャリブレーションターゲットとなることを目的としていた。
2012年8月に火星に着陸したキュリオシティローバー（MSL）は、火星探査ローバーから残っている予備の日時計を使用。"Mars 2012"と"Mars 2012" and "という新しいテキストがある。
ボールはこぶ、ポストはグノモン。角の色は、色を調整するためのもので、内側の円はグレースケール。空を反映するために、中央の円にミラーリングされたセクションがある。
日時計にある "message artifacts" —  将来の人間の探検家のために何かを見つけるために。

## リスト
- MER-A スピリット[1]
- MER-B オポチュニティ[1]
- MSL キュリオシティ [5]